# San Joaquín (métro de Santiago)
Pour les articles homonymes, voir San Joaquín.
San Joaquín est une station de la Ligne 5 du métro de Santiago, dans les communes de San Joaquín et Macul.

## La station
La station est ouverte depuis 1997.

## Origine étymologique
Son nom vient est parce qu'il est situé à l'intersection de la avenue Vicuña Mackenna avec Raquel est situé juste au-dessus de la station.